# Natural Another One
《Natural Another One》(내츄럴 어나더 원)은 2003년 9월 26일에 F&C FC03으로부터 발매된 18금 연애 어드벤처 게임이다. NAO라고 줄여서 부르는 경우도 있다.
본 항목에선 2005년 10월 28일에 DreamSoft로부터 발매된 속편《Natural Another One 2nd -Belladonna-》에 대해서도 설명한다.

## Natural Another One
전작·전전작은 선택지에 의해 순애 루트·노예 루트가 있었지만, 본작은 기본적으로 하드 노선이 메인이 되어있다. 흔히 말하는 누키게에 가까운 측면을 가지고 있지만 스토리는 비교적 중후한 편이다.

### 등장인물
카자하야 카오루(일본어: 風早 薫)
본작의 주인공이면서 플레이어의 분신.
코가와 미사오(일본어: 湖川 水緒)
성우 - 나루세 미아
주인공이 맡고 있는 예비교의 학생. 주인공을 좋아하는 나머지 스스로 노예가 된 소녀.
마키세 하루카(일본어: 牧瀬 遥)
성우 - 혼마 유카리
주인공의 약혼자. 부잣집 아가씨.

### 스탭
- 원화 : 츠루기 하가네
- 음악 : George Ohara
  - 주제가 : FANTASTIC KISS
    - 작사 : 칸나 유리
    - 작곡 : George Ohara
    - 노래 : 칸나 유리

## Natural Another One 2nd -Belladonna-

### 개요
《Natural Another One 2nd -Belladonna-》(내츄럴 어나더 원 세컨드 베라돈나)는 2005년 10월 28일에 DreamSoft로부터 발매된 18금 어드벤처 게임이다. 전작《Natural Another One》에 있었던 다크한 요소는 더욱 강화하면서, 오컬트적인 요소도 포함되어 있다. 히로인이 증가한 만큼 어덜트 신도 증가했지만 스토리는 대폭적으로 중후한 분위기가 되었다.
또한, 히로인들의 파라메터에「살의」가 추가되어 게임의 진행 방향에 따라선 히로인에게 살해당하는 엔딩도 존재한다.
덧붙여서,「베라돈나」는 너스계의 유독식물의 이름에서 유래되었다.

### 줄거리
과거,「이츠키」와 알고 지냈던 주인공「카자하야 소우헤이」. 그 에게 대학의 이사인「야치구사 테츠오」가 의뢰를 하게 된다. 그 의뢰란 수일전에 죽은 자신의 아버지「야치구사 류조우」와 결혼한 이츠키에게 유산의 상속을 포기하도록 설득하는 것이었다.

### 등장인물
카자하야 소우헤이(일본어: 風早 草平)
2월 3일생. 주인공. 대학생이지만 그렇게 얼굴을 내밀지 않는다. 여성편력이 많지만 이츠키에 대하여는 헤어진 후 특별한 감정을 가지고 있다.
야치구사 이츠키(일본어: 八千草 樹)
성우 - 카와시마 리노
12월 3일생. 소우헤이와는 예전에 알고 지낸 사이였지만, 집의 사정때문에 류조우의 아내가 되었다. 그런 까닭에 유산상속순위가 제일 높게되어 있다.
스즈리 아오바(일본어: 硯 碧葉)
성우 - 카자네
7월 19일생. 야치구사가의 메이드.
야치구사 쿄우카(일본어: 八千草 響果)
성우 - 나카야 시호
3월 24일생. 류조우의 딸로 쌍둥이중 언니. 어릴 적 사고의 영향으로 말을 하지 못한다. 소우헤이는 표면적으로는 그녀의 가정교사라는 입장.
야치구사 미츠네(일본어: 八千草 蜜音)
성우 - 나카야 시호
3월 24일생. 류조우의 딸로 쌍둥이중 동생. 어릴 적 사고의 영향으로 밝은 곳에선 눈이 보이지 않는다.
츠키하라 미소노(일본어: 月原 美園)
성우 - 요시카와 카나
10월 23일생. 대학 선배.
야치구사 테츠오(일본어: 八千草 鉄男)
성우 - 아라키 유키오
10월 20일생. 소우헤이가 다니는 대학의 이사. 류조우의 장남인 까닭에 본래대로 라면 유산 상속순위가 높겠지만 실제론 다른 듯 하다.
야치구사 류조우(일본어: 八千草 隆三)
성우 - 타카오카 마사토
수일전에 죽고 만, 야치구사 그룹의 당주. 아내가 죽은 뒤 다음해 이츠키와 결혼하였다.

### 스탭
- 원화 : 츠루기 하가네
- 음악 : DOORS MUSIC ENTERTAINMENT
  - OP : 베라돈나(ベラドンナ) -Atoropa belladonna-
    - 작사 : REICO
    - 작곡 : HAJIMEX、REICO
    - 노래 : A Bone feat. MAKI

  - ED : 붉은 꽃, 푸른 꽃(朱い花、蒼い花)
    - 작사 : REICO
    - 작곡 : REICO
    - 노래 : rie